# Plautia affinis
Plautia affinis ist eine Wanze aus der Familie der Baumwanzen (Pentatomidae). Im Englischen trägt die Wanzenart auch die Bezeichnung Green Stink Bug („Grüne Stinkwanze“).

## Merkmale
Die olivgrünen Wanzen werden 8 bis 10 Millimeter lang. Sie besitzen dunkelbraune Hemielytren. Das untere Ende des Schildchens (Scutellum) ist gelb gefärbt.

## Verbreitung
Die Art kommt im Osten Australiens in den Bundesstaaten Queensland und New South Wales vor.

## Lebensweise
Die Wanzen ernähren sich polyphag von verschiedenen Wild- und Kulturpflanzen. Zu ihren Wirts- und Futterpflanzen gehört der Reis (Oryza sativa), der Spinat (Spinat (Spinacia oleracea),), die Kidney-Bohne (Phaseolus vulgaris), der Feuersalbei (Salvia splendens), Maulbeeren (Morus), die Aprikose (Prunus armeniaca), die Himbeere (Rubus idaeus), Arabica-Kaffee (Coffea arabica), die Tomate (Lycopersicon esculentum), der Schwarze Nachtschatten (Solanum nigrum), die Kartoffel (Solanum tuberosum) und die Weinrebe (Vitis vinifera). In größerer Anzahl verursacht die Wanzenart Fraßschäden an Steinfrüchten, Maulbeeren, Wein oder Gemüse (Bohnen und Tomaten) und gilt als minderbedeutender Agrarschädling.

## Natürliche Feinde
Zu den natürlichen Feinden von Plautia affinis gehören die Raubwanzen Pristhesancus plagipennis und Amyotea hamata sowie Spinnen aus der Familie der Krabbenspinnen (Thomisidae). Zu den Eiparasitoiden von Plautia affinies zählen folgende Hautflügler: die Scelionidae Trissolcus basalis, Trissolcus oenone und Telenomus sp. sowie der Hyperparasit Acroclisoides sp. aus der Familie der Pteromalidae.

## Belege